# 湖南港
湖南港（こなんこう）は、福島県郡山市にある地方港湾である。

## 概要
猪苗代湖南岸の湖南町舟津に位置する港である。江戸時代より猪苗代湖では塩や魚などの輸送に舟運が盛んに使われてきたが、鉄道や道路の整備により衰退し、戦後に入ってから観光用として港湾整備が行われてきた。現在はプレジャーボートの利用や、対岸の翁島港とを結ぶ観光船の発着に用いられている。

## 施設
- 桟橋(40m）
- 浮桟橋(102m）
- 物揚場（163m)[1]

## 沿革
- 1963年10月25日 - 地方港湾に指定される。
- 1963年11月26日 - 港湾区域が告示される。

## 周辺
- 福島県道376号湖南湊線
- 舟津浜
  - 舟津公園
- 舟津川